# Lolowah bint Faisal Al Saud
Lolowah bint Faysal Al Saoud (aussi orthographié Loulwa; en arabe : لولوة الفيصل آل سعود (Lūluwah Al Fayṣal Āl Suʿūd), née en 1948, est la fille du roi Fayçal d'Arabie saoudite et d'Iffat Al Thunayan. Elle est considérée comme l'une des femmes les plus visibles publiquement de la famille royale saoudienne. Elle est une militante de premier plan pour l'éducation des femmes et d'autres problèmes sociaux en Arabie saoudite.

## Biographie
Lolowah bint Faisal est l'un des neuf enfants du roi Fayçal et d'Iffat Al Thunayan. Sa mère, Iffat, est née dans une famille turque.
Elle est élevée dans un palais de Taëf. Comme les autres enfants de Fayçal, elle fait ses études à l'étranger et fréquente le lycée à Lausanne, en Suisse. Elle épouse l'un de ses cousins, Saud bin Abdul Muhsin (en), avec qui elle a trois enfants, mais divorce après dix ans de mariage.
Son père est assassiné par son neveu Fayçal ben Moussaïd en mars 1975 alors qu'elle a une vingtaine d'années.

### Condition des femmes
La princesse Lolowah consacre sa vie à améliorer le bien-être des femmes en Arabie saoudite, en particulier dans le domaine de l'éducation. Elle est membre de la Société philanthropique Al Nahdah pour les femmes à Riyad depuis 1970. De 1990 à 1999, elle assiste sa mère, la reine Iffat, dans la supervision de l'école Dar Al Hanan à Djeddah, le premier lycée privé féminin d'Arabie saoudite. Avec sa mère et ses frères et sœurs, elle aide à fonder en 1999 le collège Effat, devenu l'université Effat,.
Elle participe à toutes les phases de la fondation du collège, depuis la collecte de fonds, l'élaboration du programme, la supervision de la construction jusqu'à l'embauche des professeurs et du personnel. Elle est vice-présidente du conseil des fondateurs et du conseil d'administration de l'université, et superviseure générale. Elle se laisse photographier par les médias occidentaux pour la première fois en 2005.
Lors d'une séance publique au Forum économique mondial de 2007, elle se prononce contre l'interdiction de conduire pour les femmes en Arabie saoudite. En plus de défendre davantage de droits pour les femmes saoudiennes, elle lutte également contre les idées fausses sur les femmes en Arabie saoudite qui existent en Occident. Elle insiste sur le fait que les femmes musulmanes ont des droits égaux mais pas nécessairement les mêmes droits que les hommes.

### Représentation de l'Arabie saoudite
Elle représente également l'Arabie saoudite dans divers forums internationaux. Elle est membre du comité du commerce international des Chambres de commerce et d'industrie saoudiennes. En 2006, elle dirige une délégation de femmes d'affaires saoudiennes à Hong Kong. Elle participe à des missions commerciales saoudiennes à l'étranger et accompagne des membres de la famille royale saoudienne lors de voyages diplomatiques.
Lolowah prononce de nombreux discours dans le monde entier sur la promotion des femmes musulmanes. Elle est membre du sommet du Forum économique mondial et participe aux sessions du forum. Lors de la réunion annuelle du Forum économique mondial 2008 à Davos, elle présente la session de travail « Quel type d'éducation pour quel type de monde ? », et prononce un discours axé sur la philosophie de l'éducation. Elle est la conférencière principale de la conférence du London Middle East Institute à la School of Oriental and African Studies, à Londres en 2003. Dans son pays, elle est membre du conseil d'administration de la Fondation Roi Fayçal (en).
Comme son père le roi Fayçal, la princesse Lolowah parle couramment l'anglais et le français, en plus de son arabe natif,.